# Редовни правни лек
Редовни правни лекови представљају институте процесног права и налазе своју употребу у кривичном, парничном, ванпарничном, извршном, управном, прекршајном поступку и поступку поводом привредних преступа. Помоћу њих одређена лица имају право да траже преиспитивање судских одлука и одлука управних органа. 
У нашем кривично процесном систему постоје три редовна правна лека: жалба на пресуду првостепеног суда, жалба на пресуду другостепеног суда и жалба на решење. Заједничка особина за све редовне правне лекове је то да се они улажу против неправоснажних судских одлука. Редовни правни лекови који се улажу против пресуде увек имају суспензивно дејство тј. одлажу њено извршење, док жалба против решења некад и нема такво дејство.